# Forteau
Forteau ist eine Gemeinde (Town) in der kanadischen Provinz Neufundland und Labrador. 

## Lage
Forteau befindet sich an der Südküste von Labrador, 10 km östlich von der Provinzgrenze zu Québec. Der Ort liegt an der Forteau Bay, einer kleinen Bucht, die sich zur Belle-Isle-Straße hin öffnet.
Forteau liegt am Trans-Labrador Highway (Route 510) zwischen den Orten L’Anse-au-Clair und L’Anse au Loup. 6,4 km östlich von Forteau befindet sich die Siedlung L’Anse-Amour.

## Einwohnerzahl
Beim Zensus im Jahr 2016 hatte die Gemeinde eine Einwohnerzahl von 409. Fünf Jahre zuvor waren es noch 429. Somit nahm die Bevölkerung in den letzten Jahren geringfügig ab. Etwa ein Drittel der Bevölkerung besteht aus Métis.